# Esma Hasshass
Esma Hasshass is een Nederlands-Marokkaans kickbokser, woonachtig in Tilburg. Hasshass komt uit in de klasse super-bantamweight. 

## Biografie
Op 13 maart 2016 maakte Hasshass haar debuut bij Glory tegen Tiffany van Soest, waarvan ze op split-decision verloor. Dit was tevens het eerste gevecht door vrouwen op Glory.
In 2017 kreeg Hasshass een zwaar auto-ongeluk, en moest een lange revalidatieperiode door, waarin ze niet kon trainen. Het titelgevecht voor KOK werd uitgesteld naar maart 2018, maar in die periode was ze maar net voldoende gerevalideerd om weer in de ring te kunnen staan.
In dit titelgevecht voor KOK tegen Nadejda Cantir,  verloor Hasshass op split-decision.

## Resultaten
- 3x WFCA Open Nederlands kampioen
- Europees kampioen